# Тами Азарија
Тамар „Тами” Азарија (хебр. תמי ”תמר„ עזריה, романизовано Tami Azaria; Ејн Харод Ихуд, 1951) израелска је певачица и глумица.
Музиком је почела да се бави током служења војног рока на Синају 1969, наступајући у војничком музичком саставу, а у истом том периоду је сарађивала и са Данијем Сандерсоном и његовим бендом Каверет наступајући у њиховој рок-опери Пугијеве приче. Током боравка у војсци упознаје се са Јарденом Арази и Рути Холцман и заједно са њима оснива женски поп-трио под именом Chocolate, Menta, Mastik. Годину дана касније, након смрти мајке, напушта групу (заменила је Леа Лупатин).
Након удаје кратко се сели у Сједињене Државе, а у Израел се враћа 1977. где наставља да наступа у мјузиклима и позоришним представама. 